# Доспанова, Хиуаз Каировна
Хиуаз Каировна Доспанова (каз. Хиуаз Қайырқызы Доспанова; 15 мая 1922 — 20 мая 2008) — советская лётчица Великой Отечественной войны, штурман-стрелок. Народный Герой Казахстана (2004).

## Биография

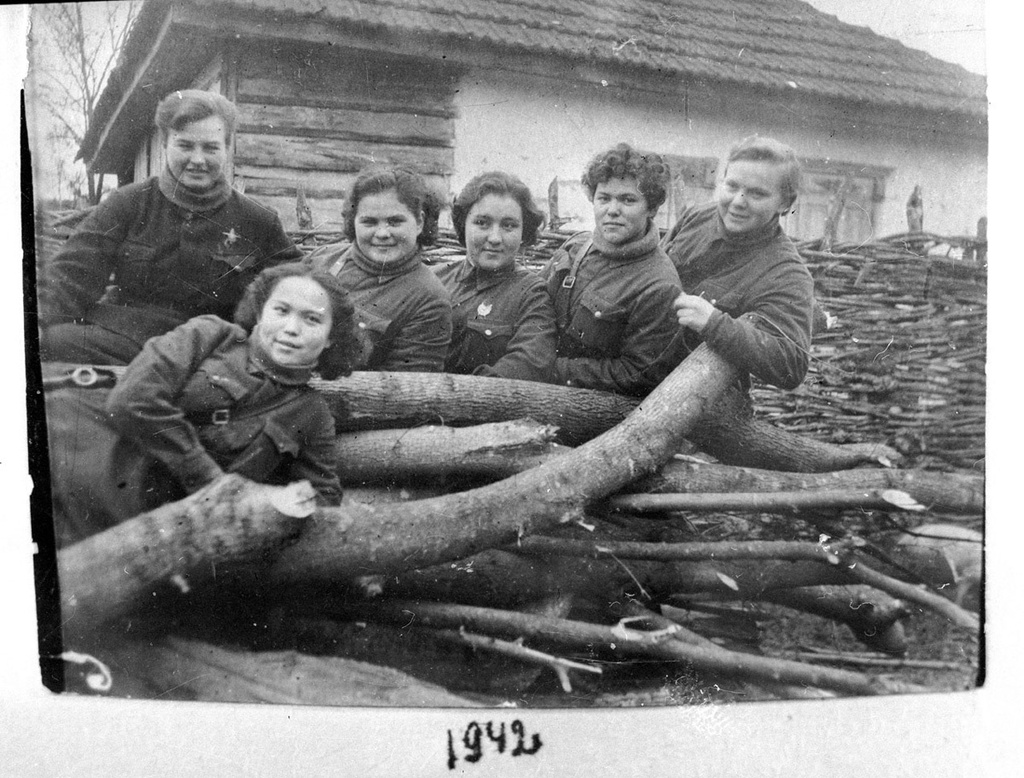
Хиуаз Доспанова (спереди) и другие лётчицы 588-го нбап, станица Ассиновская, 1942 год

Родилась 15 мая 1922 года в селе Ганюшкино Гурьевской области. Происходит из рода маскар племени байулы.
В 1940 году окончила с золотой медалью среднюю школу № 1 города Уральска и вместе с аттестатом получила удостоверение пилота запаса местного аэроклуба.
Круглая отличница, одна из лучших активисток — пионервожатая, секретарь комсомольской организации школы — летом 1940 года она успешно оканчивает и десятый класс, и аэроклуб, после чего едет в Москву и подаёт документы на поступление в Военно-воздушную академию им. Жуковского. После отказа подала заявление в Первый московский медицинский институт, приняли её без экзаменов. Менее чем через год началась война.
13 октября 1941 года Хиуаз с однокурсницей Татьяной Сумароковой записались на прием к М. М. Расковой, которая занималась формированием женских авиаполков. Девушек приняли и зачислили в группу штурманов.
26 октября 1941 года будущие лётчицы прибыли к месту формирования полков в приволжский город Энгельс. Там они проходили ускоренный курс обучения в Энгельсской военной авиационной школе пилотов.
Хиуаз Доспанова была зачислена штурманом-стрелком в 588-й ночной бомбардировочный авиаполк. Боевые задания выполняла на Южном фронте, Северном Кавказе, в Закавказье, Украине и Белоруссии. Дважды отважная летчица была тяжело ранена, но вновь возвращалась в строй и встретила Победу под Берлином.
С войны Хиуаз Доспанова вернулась инвалидом II группы, со сросшимися переломами обеих ног, но, несмотря на это, активно участвовала в общественной жизни. В последние месяцы войны девушка обдумывала планы возвращения в медицинский институт, но в итоге пошла по другому пути — по стезе общественной деятельности. Первый секретарь Западно-Казахстанского обкома партии Минайдар Салин в беседе с только что вернувшейся с фронта коммунисткой Хиуаз Доспановой предложил ей поработать на партийно-политической работе, и она была утверждена инструктором обкома партии. Через год Хиуаз отправилась в высшую партийную школу в Алма-Ате.
Хиуаз прошла путь от инструктора райкома партии в родном Западном Казахстане до секретаря ЦК ЛКСМ Казахстана. В 1951 году была избрана депутатом Верховного Совета Казахской ССР и на первой же сессии — секретарём Президиума. До выхода на пенсию Хиуаз Каировна была секретарем Алма-Атинского горкома партии, проявляя деятельное участие в жизни столицы.
В конце 1950-х годов дали знать о себе последствия фронтовых ранений и контузий. Здоровье Хиуаз заметно ухудшилось. Не достигнув даже сорока лет, она в 1959 году вынуждена была уйти на пенсию.
Скончалась 20 мая 2008 года, вскоре после полученного перелома шейки бедра. Похоронена на Кенсайском кладбище Алматы.

## Награды
- «Народный Герой» (Указ Президента Казахстана от 7 декабря 2004 года, с вручением знака особого отличия — Золотой звезды и ордена «Отан»[5]
- Орден Отечественной войны I степени (11.03.1985)[6]
- Орден Отечественной войны II степени (29.02.1944)[7]
- Орден Трудового Красного Знамени (28.10.1948)[8].
- Орден Красной Звезды (26.12.1942)[9]
- Медаль «За оборону Кавказа»[10]
- Медаль «За освобождение Варшавы»
- Медаль «За победу над Германией в Великой Отечественной войне 1941—1945 гг.»
- Другие медали.

## Семья
Муж — Шаку Амиров, двое сыновей: младший умер в возрасте двух лет, старший — Ерболат Амиров, преподаватель КазНТУ им. Сатпаева. Внуки Баян Шаку, Канат Шаку.

## Сочинения
- Под командованием Расковой: Воспоминания военного летчика. — Алма-Ата: Казгослитиздат, 1960.

## Память
- В честь Доспановой назван самолёт Embraer 190 авиакомпании Эйр Астана[11].
- В Атырау в сквере у Центрального моста установлен бюст в честь лётчицы-казашки «Халық Каһарманы» Хиуаз Доспановой[12].
- Международному аэропорту «Атырау» присвоено имя Хиуаз Доспановой[13], а перед зданием аэропорта находится памятник фронтовой лётчице Хиуаз Доспановой[14].
- Дворцу спорта в Атырау было присвоено имя легендарной летчицы Великой Отечественной войны Хиуаз Доспановой.
- В 2017 году в Актобе улицу Садовую переименовали в честь Хиуаз Доспановой.
- В Алма-Ате назвали улицу имени Хиуаз Доспановой. На одном из домов имеется памятная доска в её честь[15].
- 24 июня 2017 года Уральске состоялось открытие памятника посвящённой трём героям Великой Отечественной войны — Маншук Маметовой, Алие Молдагуловой и Хиуазе Доспановой под названием «Славные дочери казахского народа»[16].
- В городе Шымкенте местными граффитистами в 2017 году, в 16-м микрорайоне города, на строении между домами 18 и 19, выполнено граффити, посвящённое памяти Хиуаз Доспановой.
- село Дашино(Курмангазинский район Атырауской области Казахстана) в 2018 году было переименовано в село Хиуаз в честь Хиуаз Доспановой.

## Оценки и мнения
В апреле 1943 года мы стояли в станице Пашковская, на окраине Краснодара, откуда летали в течение двух месяцев. Там в ночь на 1 апреля произошла трагедия…
Как всегда аэродром был не освещён, самолёты, возвращаясь с боевого задания, подходили в полной темноте и с погашенными огнями АНО (аэронавигационные огни — три лампочки: на правой, левой плоскости и на хвосте: красный, белый и зелёный). На четвёртом развороте самолёт Юли Пашковой и Кати Доспановой столкнулся с самолётом командира эскадрильи Полины Макагон и Лиды Свистуновой. На старте услышали только треск и грохот от падения машин. Они были полностью разбиты. Макагон и Свистунова погибли сразу. Юлю пытались спасти, но 4 апреля она тоже умерла.
У Кати Доспановой были сломаны обе ноги. Она буквально воскресала из мёртвых. Всю закованную в гипс её привезли в Ессентуки. Через некоторое время рентген показал, что сращение костей идет неправильно. Ломали гипс, правили кости… На долю маленькой Катюши выпало столько страданий.
Однако воля к жизни победила. Месяца через три Катя Доспанова вернулась в полк и вскоре стала опять летать на боевые задания, превозмогая сильные боли. Поэтому нам всё же пришлось потом перевести её на штабную работу. Катюша Доспанова (Хиваз — по-казахски) — студентка медицинского института, единственная казашка в нашем полку, и скорее всего — единственная девушка из Казахстана, летавшая в качестве штурмана на боевые задания… Так хорошо, высоким чистым голоском пела она национальные песни.
Кто-то был виноват в этой катастрофе, отвлёкся, не разглядел силуэт идущей впереди машины. И мы заплатили за это тремя жизнями…
— Ракобольская И., Кравцова Н. Нас называли ночными ведьмами. Так воевал женский 46-й гвардейский полк ночных бомбардировщиков. 2-е издание, дополненное. — М.: Изд-во МГУ, 2005.

## Документальные фильмы
- Хиуаз Доспанова. Успеть сказать спасибо. (Казахстан, 2005; Мурат Жакибаев, Лев Вахитов)[17]
- Хиуаз Доспанова: Ночная ведьма из Уральска | Первая казахская лётчица Великой Отечественной (Казахстан, 2025; YouTube: O.URALSK [18]